# フィリップ・ド・ブロカ
フィリップ・ド・ブロカ （Philippe de Broca、1933年3月15日 - 2004年11月26日） はフランス、パリ生まれの映画監督。

## 来歴・人物
1933年3月15日、貴族出身の写真家の子息として生まれる。
高校時代からシネフィル（映画好きのフランス語における表現）であったド・ブロカは、写真・映画学校（エコール・ルイ＝リュミエール École Louis-Lumière）で最初の短編映画を演出している。
卒業するとアフリカ探検隊に加わり、短編ドキュメンタリを撮ることからはじめた。
兵役年齢に達するとアルジェリア戦線の映画班に配属され、ニューズ・リポーターをつとめたあと映画界に入る。
1950年代末のフランスはヌーヴェル・ヴァーグの誕生した時代であり、ド・ブロカはクロード・シャブロルの『美しきセルジュ』（1958年）、『いとこ同志』（1959年）、『二重の鍵』（1959年） やフランソワ・トリュフォーの『大人は判ってくれない』（1959年）などヌーヴェル・ヴァーグの中心人物のもとで助監督をつとめた。またジャン＝リュック・ゴダールの『勝手にしやがれ』（1960年） には端役で出演している。
1960年、最初の長編劇映画『Les Jeux de l'amour』を監督。ジャン＝ピエール・カッセル主演のこのコメディ映画の脚本家ダニエル・ブーランジェとはその後も数多くの作品でコンビを組むことになる。
1962年の『大盗賊』は18世紀のパリを舞台にした冒険活劇だが、主演のジャン＝ポール・ベルモンドのそれまでにないコミカルな役柄も評判となり、ド・ブロカ＝ベルモンド・コンビの作品が次々と産み出されることになる。
1963年の『リオの男』は世界的ヒットとなり、ニューヨーク映画批評家協会賞の外国語映画賞を受賞、またアカデミー賞でも最優秀脚本賞にノミネートされた。
ド・ブロカの作風はコミカルでウィットに富んだ軽妙なものであるが、物語のシチュエーションは奇想天外なものが多く、そこに風刺を読み取るファンも多い。なかでも『まぼろしの市街戦』（1967年） や『君に愛の月影を』（1969年） といった作品はカルト映画として人気が高い。1990年の『シェーラザード』（キャサリン・ゼタ＝ジョーンズの初主演作）や1995年の『陽だまりの庭で』なども独特のファンタジーとして話題を呼んだ。
2004年、『大人は判ってくれない』の中でも言及されたエルヴェ・バザンの小説Vipère au poingを映画化した『まむしのような母と』Vipère au poing をカトリーヌ・フロ、ジャック・ヴィルレ、ジュール・シトリュック主演で完成させ、10月6日に公開される。
それから間もない2004年11月26日、ヌイイ＝シュル＝セーヌのアメリカン・ホスピタル L'Hôpital Américain de Paris で肺癌のため死去した。

## 主な監督作
- 1953年：Les Trois Rendez-vous (短編)
- 1960年：Le Farceur
- 1960年：Les Jeux de l'amour
- 1961年：L'Amant de cinq jours
- 1961年：『大盗賊』 Cartouche
- 1962年：『新・七つの大罪』 Les Sept Péchés capitaux (挿話「『大食いの罪』」La Gourmandise)
- 1963年：Les Veinards (挿話「La vedette」)
- 1964年：『リオの男』 L'Homme de Rio
- 1964年：『ピストン野郎』 Un monsieur de compagnie
- 1965年：『カトマンズの男』 Les Tribulations d'un chinois en Chine
- 1966年：『まぼろしの市街戦』 Le Roi de cœur
- 1967年：『愛すべき女・女（め・め）たち』 Le Plus Vieux Métier du monde (挿話『マドモワゼル・ミミ』Mademoiselle Mimi)
- 1969年：Le Diable par la queue ＊TV放映題『悪党』
- 1970年：『君に愛の月影を』 Les Caprices de Marie
- 1971年：La Poudre d'escampette
- 1972年：『親愛なるルイーズ』Chère Louise
- 1973年：『おかしなおかしな大冒険』 Le Magnifique
- 1975年：『ベルモンドの怪盗二十面相』 L'Incorrigible
- 1977年：Julie pot de colle
- 1978年：Tendre Poulet ＊シネクラブ上映題『優しい養鶏』(pouletは「女警官」の意)
- 1979年：Le Cavaleur
- 1980年：On a volé la cuisse de Jupiter
- 1981年：Psy ＊パトリック・ドヴェール主演
- 1983年：L'Africain ＊フィリップ・ノワレ、カトリーヌ・ドヌーヴ主演
- 1984年：Louisiane ＊マーゴット・キダー主演
- 1986年：La Gitane ＊VHS発売題『彼女はジタン』
- 1988年：Chouans! ＊VHS発売題『ソフィー・マルソーの愛、革命に生きて』
- 1990年：Les 1001 Nuits ＊VHS発売題『シェーラザード 新・千夜一夜物語』
- 1991年：Les Clés du paradis
- 1993年：Regarde-moi quand je te quitte ＊テレビ映画
- 1994年：『陽だまりの庭で』 Le Jardin des plantes ＊テレビ映画、日本は劇場公開
- 1996年：Le Veilleur de nuit ＊テレビ映画、サシャ・ギトリ原作
- 1997年：Le Bossu ＊第6回フランス映画祭横浜'98上映題及びDVD発売題『愛と復讐の騎士』
- 2000年：『アマゾンの男』Amazone
- 2001年：Un amour en kit ＊テレビ映画
- 2002年：Madame Sans-Gêne ＊テレビ映画
- 2004年：Vipère au poing ＊TV5MONDE放映題『まむしのような母と』